# Elim Chan

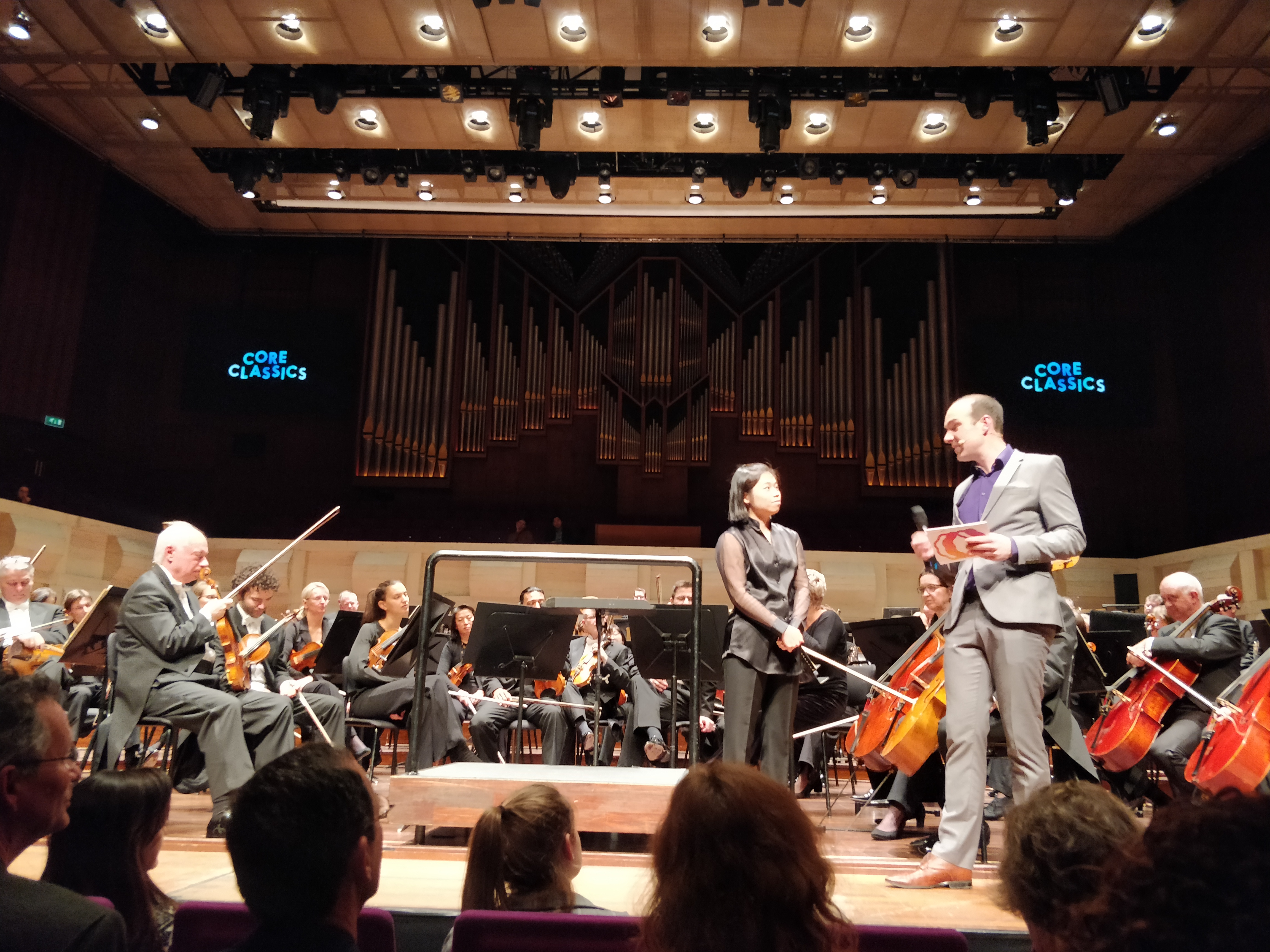
Elim Chan, 2009 rok

Elim Chan (chiń. 陳以琳; ur. 18 listopada 1986 w Hongkongu) – chińska dyrygentka. Od sezonu koncertowego 2019/2020 jest głównym dyrygentem Antwerpskiej Orkiestry Symfonicznej, a także głównym dyrygentem gościnnym Królewskiej Szkockiej Orkiestry Narodowej od sezonu 2018/2019.

## Edukacja
Śpiewała w chórze dziecięcym w Hongkongu, a w wieku sześciu lat zaczęła grać na pianinie. Uzyskała stopień licencjata w dziedzinie muzyki w Smith College w stanie Massachusetts. Potem studiowała na Uniwersytecie Michigan, gdzie była dyrektorem muzycznym Orkiestry Symfonicznej Kampusu Uniwersytetu Michigan oraz Orkiestry Popowej Michigan. Uzyskała stopień magistra i doktora w zakresie dyrygentury i ukończyła studia jako dyrygent w roku 2014. Chan otrzymała stypendium im. Bruno Waltera w 2013 r., a w roku 2015 uczęszczała na kursy mistrzowskie Bernarda Haitinka w Lucernie.

## Kariera muzyczna
W grudniu 2014 r., w wieku 28 lat, Chan zwyciężyła w konkursie dyrygenckim im. Donatelli Flick. Zwycięstwo w tym konkursie przyniosło jej stanowisko drugiego dyrygenta Londyńskiej Orkiestry Symfonicznej na sezon koncertowy 2015/2016. W sezonie 2016/2017 uczestniczyła w programie stypendialnym Dudamela wraz z Orkiestrą Filharmonii w Los Angeles.
W sezonie 2018/2019 została stałym dyrygentem gościnnym Królewskiej Szkockiej Orkiestry Narodowej, zastępując na tym stanowisku Thomasa Søndergårda.
Od sezonu 2019/2020 jest głównym dyrygentem Antwerpskiej Orkiestry Symfonicznej mieszczącej się na stałe w Hali Koncertowej im. Królowej Elżbiety (Koningin Elisabethzaal) w Antwerpii. Chan, podobnie jak wcześniej między innymi Edo de Waart i Jaap van Zweden, jest najmłodszym głównym dyrygentem w historii Antwerpskiej Orkiestry Symfonicznej.
Ponadto występowała jako dyrygent gościnny Orkiestry Teatru Maryjskiego, Orkiestry Filharmonii w Hongkongu, Londyńskiej Orkiestry Symfonicznej, Koninklijk Concertgebouworkest, Orchestre Philharmonique de Luxembourg, Orkiestry Philharmonia, Królewskiej Orkiestry Filharmonii w Liverpoolu, Orkiestry Symfonicznej Radia Frankfurt, Orchestre National de Lyon, Orkiestry Filharmonii w Rotterdamie, Orkiestry Symfonicznej w Houston oraz akademii muzycznej Music Academy of the West.
Dyrygowała również Orkiestrze Narodowego Centrum Sztuki (NAC) w Ottawie oraz Orchestre de la Francophonie w ramach Letniego Instytutu Muzyki NAC w 2012 r., gdzie współpracowała z Pinchasem Zukermanem. Wzięła udział w Festiwalu Muzycznym Olympus w Petersburgu i uczestniczyła w warsztatach z Orkiestrą Festiwalową Cabrillo oraz Orkiestrą Symfoniczną w Baltimore (wraz z Marin Alsop, Gerardem Schwarzem i Gustavem Meierem).

## Życie prywatne
Narzeczonym Elim Chan jest holenderski perkusista Dominique Vleeshouwers, który otrzymał Holenderską Nagrodę Muzyczną (Nederlandse Muziekprijs) w roku 2020.